# Марин (име)
Марин је француско, румунско и немачко име, чије је значење „са мора“. Представља облик латинског имена „Marinus“. Ово је унискес име, али се чешће употребљава као мушко. И у Србији је ово мушко име, као облик имена Марина.

## Популарност
У САД ово име је било популарније као женско и у периоду од 2004. до 2007. било је међу првих 1.000 имена у овој земљи. И у Британској Колумбији је ово име 2000. и 2004. било међу првих петсто имена. Као мушко име, у Квебеку је 2007. било међу првих 1.000, а у Румунији је 2006. било на петом месту по популарности.

## Имендани
Имендани се славе у Француској 3. марта и Бугарској 17. јула.